# Johann Gottfried von Herder
Johann Gottfried von Herder (25 august 1744, Mohrungen – 18 decembrie 1803, Weimar), filosof, teolog și poet german, cunoscut mai ales pentru influența exercitată de scrierile sale asupra unor reprezentanți ai clasicismului german ca Johann Wolfgang von Goethe și Friedrich von Schiller și asupra dezvoltării romantismului.
Teoretician al mișcării "Sturm und Drang", a fost considerat de filologul Fritz Martini cel mai de seamă "animator din istoria mișcărilor de idei germane".

## Biografie
Herder s-a născut la 25 august 1744 în Mohrungen și a studiat filosofia la Universitatea din Königsberg, printre alții cu Immanuel Kant. Începând cu anul 1764 funcționează ca profesor și predicator în Riga, iar în 1769 întreprinde o lungă călătorie prin Europa, în cursul căreia se întâlnește la Strassburg cu Goethe. Această întâlnire a avut o influență deosebită asupra gândirii ambilor poeți. Sprijinit de Goethe, primește funcția de consilier consistorial superior (Oberconsistorialrat) în Weimar. Împreună cu Goethe, Schiller și Wieland, cu care era în strânse relații de prietenie, Herder făcea parte din elita vieții culturale din Weimar. Într-una din operele sale mai importante din tinerețe Fragmente über die neuere deutsche Literatur ("Fragmente cu privire la noua literatură germană", 1766/1767), pledează pentru o literatură națională germană originală, eliberată de influențele predominante ale literaturilor franceze și engleze. În 1773, Herder publică o culegere de articole programatice cu titlul Von deutscher Art und Kunst ("Despre stilul și arta germană"), care cuprinde și importantul eseu al lui Goethe intitulat Von deutscher Baukunst ("Despre arhitectura germană"), semnificative pentru îndepărtarea curentului Sturm und Drang de clasicismul de proveniență franceză și orientarea noii literaturi germane în spiritul epopeelor germane medievale și al creației poetice populare. Herder dezvoltă ideea de Volksgeist ("spirit al poporului") ca identitate culturală, care se exprimă în limba și literatura unei națiuni.

## Opera
Reprezentativă pentru începuturile studiilor de filologie a limbii germane este opera sa Ursprung der Sprache ("Originea limbii", 1772), lucrare devenită clasică, în care subliniază relațiile dintre fenomenele lingvistice și natura umană. Între 1784 și 1791 apare opera sa capitală în patru volume Ideen zur Philosophie der Geschichte der Menschheit ("Idei privind filosofia istoriei omenirii"). În această lucrare, Herder încearcă să demonstreze că istoria naturală și istoria omenirii sunt guvernate de aceleași legi. În Briefen zur Beförderung der Humanität ("Scrisori pentru promovarea umanității", 1793-1797) arată importanța unei literaturi naționale pentru dezvoltarea culturală a unui popor și îmbină tradiția antichității greco-romane cu învățătura creștină. În ultimii ani ai vieții a trăit retras în rezidența sa. Ultimele sale opere în care face o analiză critică a filosofiei lui Immanuel Kant (Eine Metakritik zur Kritik der reinen Venunft, 1799; Die Metakritik zur Urteilskraft, 1800) nu s-au bucurat de succes la publicul interesat de filosofie. Johann Gottfried von Herder moare la 18 decembrie 1803 în Weimar.

### Scrieri
- 1766: Despre literatura germană mai nouă ("Über die neuere deutsche Literatur") ("Kritische Wälder, oder Betrachtungen die Wissenschaft und Kunst des Schönen betreffend")
- 1769: Păduri critice sau Considerații despre știința și arta frumosului
- 1772: Tratat despre originea limbii ("Abhandlung über den Ursprung der Sprache")
- 1773: Despre stilul și arta germană ("Von deutscher Art und Kunst")
- 1774: Brutus
- 1778: Cântece populare ("Volkslieder")
- 1784/1791: Idei cu privire la filozofia istoriei umanității ("Ideen zur Philosophie der Geschichte der Menschheit")
- 1846: Jurnalul călătoriei mele în anul 1769 ("Journal meiner Reise im Jahr 1769").